# Сакигаке (космически апарат)
Сакигаке (MS-T5) е първият японски космически апарат. Цели да демонстрира първото „бягство“ на Япония от земната гравитация и проучване на космическата плазма и магнитно поле в междупланетното пространство.
Измерванията направени от апарата се използват в мисията на сондата Суисеи няколко месеца по-късно.
Сакигаке е част от Халеевата армада заедно със Суисеи, съветско/френския Вега, апарата на ЕКА Джото и ICE на НАСА, които изследват Халеевата комета по време на временното ѝ преминаване през вътрешността на Слънчевата система през 1986 г.